# Pál Ferenc (pap)

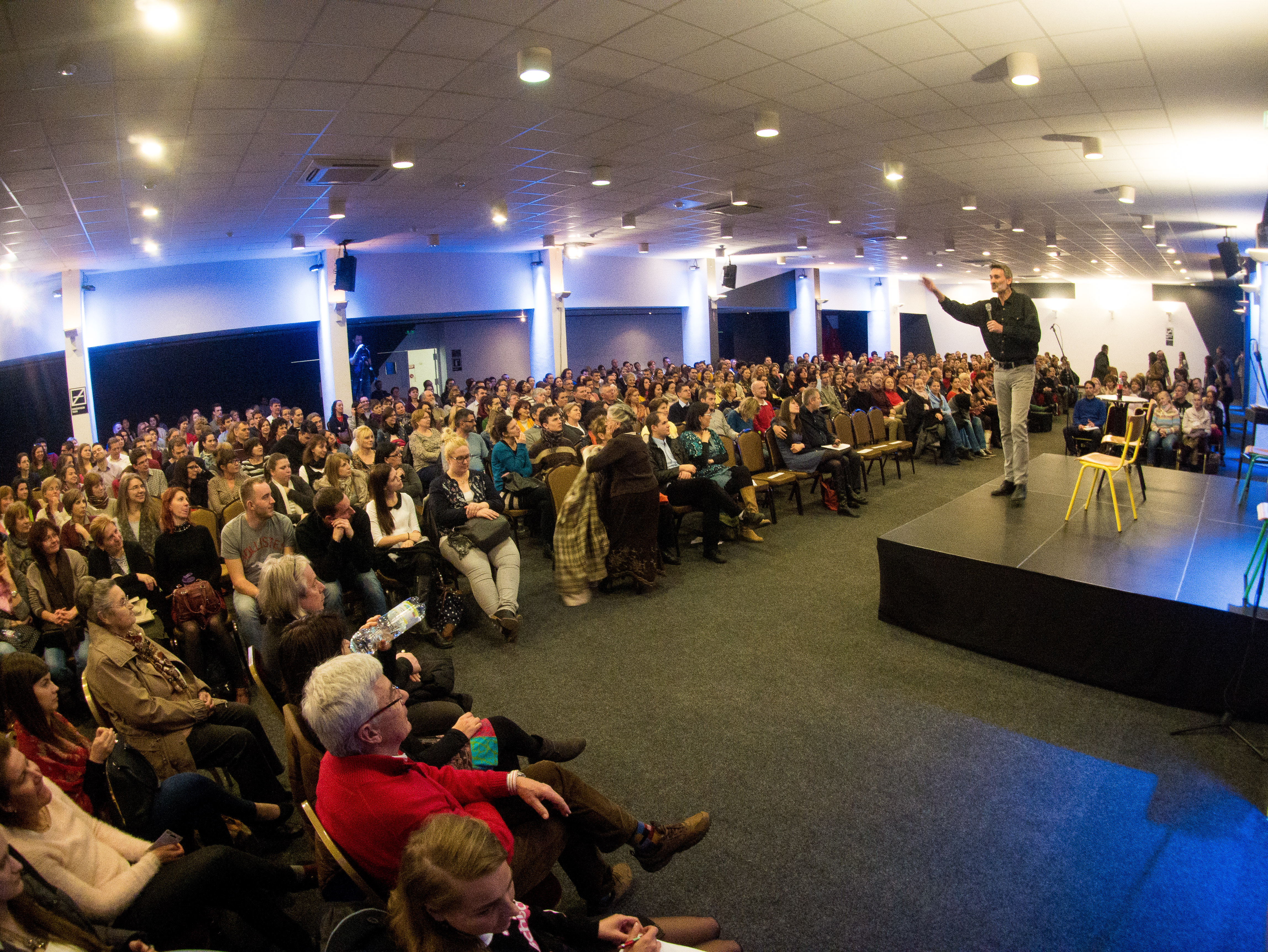
Pál Ferenc előadása 2017. március 14-én a Dürer Rendezvényházban

Pál Ferenc, közismert nevén: Pálferi, (Budapest, 1966. június 29.) Prima Primissima díjas római katolikus pap, mentálhigiénés szakember, motivációs előadó, író. 1986 és 1989 között válogatott atléta volt.

## Élete
Budapesten született, egyetlen ikertestvérével együtt. Fiatalkorától aktív sportoló, a Budapesti Vasas főállású sportolója, válogatott kerettag volt. 1987-ben felnőtt magyar magasugró bajnok lett. Sportolói pályafutása végeztével, húszas éveiben döntött a papi hivatás mellett.
1996. június 15-én szentelték pappá Esztergomban. Szentelése után előbb káplánként szolgált Terézvárosban, majd Rákoskeresztúron, 2002-től pedig az óbudai Kövi Szűz Mária-plébániatemplom lelkipásztora volt. 2011. augusztus 1-jétől az angyalföldi Szent Mihály-templom helyettes plébánosa. 
2015–2017 között a Pázmány Péter Katolikus Egyetem Bölcsészet- és Társadalomtudományi Karának egyetemi lelkésze volt. 2005-től a Semmelweis Egyetem Mentálhigiénés Intézet munkatársa. 2016-ban érseki tanácsossá nevezte ki Erdő Péter érsek.

## Előadásai

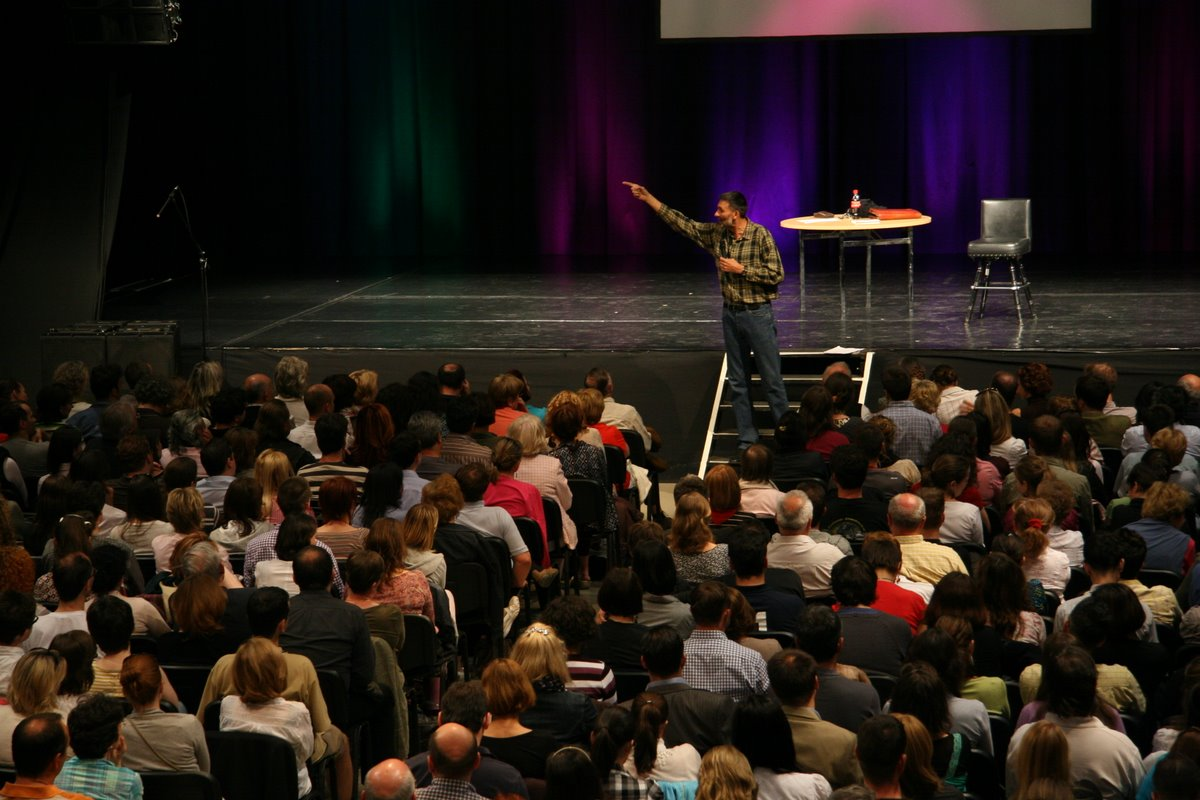
Keddenkénti előadásán

Pál Ferenc papi pályafutásának kezdetétől tart heti rendszerességgel hittanórákat, előadásokat fiataloknak pszichológia, teológia és mentálhigiéné témakörben. Az előadások tematikája meglehetősen tág, érinti a spiritualitást és a társadalomtudományokat, a közösségi és családi konfliktusoktól a személyes lelki egyensúly kérdésein és a párkapcsolati-házassági problémákon át a transzcendenciához fűződő kapcsolat problematikájáig terjed.
Az előadások 2000 őszén kezdődtek a Bartók Béla úton, egy bérelt teremben, majd 2001–2011 között a Pázmány Péter Katolikus Egyetem Jog- és Államtudományi Karán folytatódtak. 2011-től 2013-ig a Millenáris Teátruma, 2013 őszétől 2014. júniusig pedig a MOM Kulturális Központ adott otthont az előadásoknak.
2015 szeptemberétől napjainkig a Dürer Rendezvényközpont a keddi alkalmak helyszíne. Az előadások ingyenesen követhetőek az online élő közvetítésen keresztül is.
Az előadások hanganyaga a résztvevők között korábban kézről kézre terjedt, majd 2008 végétől az interneten is elérhetővé vált.
Pál Ferenc szerint katolikus pap léte ellenére fontos, hogy az előadások semlegesek legyenek: bárki részt vehet rajtuk, nem kell semmilyen vallási, ideológiai elvárásnak megfelelnie, elég a hallgató nyitottsága. Előadásaira jellemző egyrészt a strukturáltság és az érintett szakirodalom intenzív használata, másrészt a stand-up comedyből ismert közvetlen, gyakran csapongó, humoros történetek mesélésére is építő stílus. A heti előadások hallgatóinak száma 2011-re alkalmanként meghaladta az ezer főt és a résztvevők körében spontán közösségszervezés kezdődött. A jelenséget a SOTE Mentálhigiéné Intézete szociológiai kutatás során vizsgálja.

## Szerzői tevékenysége
A 2000-es évek első évtizede második felétől kezdve több munkája megjelent nyomtatott formában. Az előadások első két évének anyaga mellett több kötetet publikált, valamint számtalan pszichológiai témájú kiadvány társszerzője volt.

### Művei
- A jelen lévő Isten – Pál Ferenccel beszélget Néráth Mónika (interjúkötet, Kairosz Kiadó, 2008)
- Tükör által világosan (Kairosz Kiadó, Budapest, 2009)
- A függőségtől az intimitásig – Vágy, élmény, kapcsolat (Kulcslyuk Kiadó, Budapest, 2010)
- Természetes spiritualitás – Meghittségben Istennel (Kairosz Kiadó, Budapest, 2011)
- A szorongástól az önbecsülésig (Kulcslyuk Kiadó, Budapest, 2012)
- A magánytól az összetartozásig (Kulcslyuk Kiadó, Budapest, 2014)
- Ami igazán számít (Kulcslyuk Kiadó, 2019)

## Elismerései
- Magyar Köztársasági Arany Érdemkereszt[9] (2011)
- Prima díj (2013)
- Prima Primissima Közönségdíj (2013)
- MOB Fair Play Életműdíj (2015)[10][11]
- Budapest Főváros XIII. kerületéért díj[12]
- Zalabai Gábor-díj (2020)[13]
- Kopp-Skrabski-díj (2021)[14]